# London Academy of Music and Dramatic Art

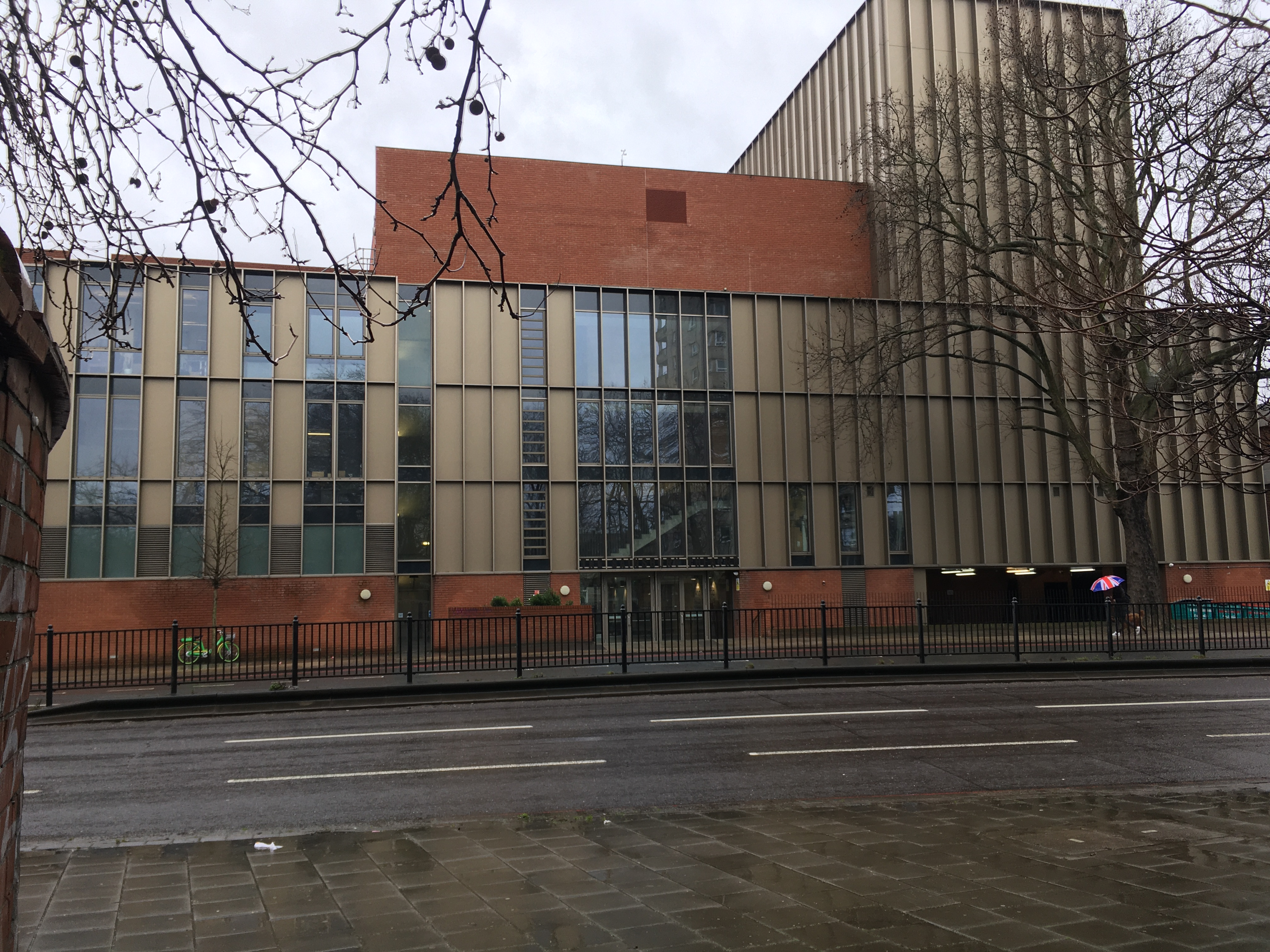
LAMDAs moderna lokaler i Hammersmith var tidigare Royal Ballets träningslokaler.

London Academy of Music and Dramatic Art, förkortat LAMDA, är en scenskola belägen i stadsdelen Hammersmith i London. Det är den äldsta scenskolan specialiserad på drama på de brittiska öarna, och var ursprungligen även en musikskola.
Sedan 2019 är Sarah Frankcom ledare för LAMDA, då hon efterträdde Joanna Read. Benedict Cumberbatch efterträdde Timothy West som ordförande för LAMDAs styrelse 2018.
Skådespelare utbildade av akademin anlitas flitigt av Royal National Theatre, Royal Shakespeare Company, Shakespeare's Globe och teatrar i West End och Hollywood, samt av BBC, HBO och på Broadway. LAMDA är både registrerad som ett företag under namnet LAMDA Ltd samt som en ideell stiftelse under varumärket London Academy of Music and Dramatic Art. I USA finns även en associerad organisation, American Friends of LAMDA (AFLAMDA). En mycket hög andel av skolans scenarbetare och scentekniker anställs inom fältet inom veckor efter examen, och i juli 2022 har LAMDA-alumner vunnit totalt 5 Oscars samt 9 ytterligare nomineringar, 9 SAG Awards, 13 Tony Awards, 15 Emmy Awards, 19 Golden Globes, 21 British Academy Film Awards och 39 Olivier Awards.

## Historia
The London Academy of Music grundades 1861 av Henry Wylde, vilket gör LAMDA till en av de äldsta institutionerna av sitt slag i Storbritannien. Från början hade man lokaler vid St. James's Hall vid Piccadilly, indelade i en avdelning för män och en för kvinnor. Akademin påbörjade sin undervisning 15 november 1861, då den årliga kostnaden var 15 guineas. Skolan antog elever i alla åldrar som visade en påtaglig talang eller med särskild fallenhet för att lära. Stipendier fanns för mindre bemedlade studenter. Den första filharmoniska konserten hölls 29 april 1863, då Felix Mendelssohns 3:e symfoni framfördes.
Akademin var ursprungligen främst en musikskola inom olika musikformer men snart kom instruktion i engelskt tal att bli en kärna i akademins verksamhet. På 1880-talet började man erbjuda examinationer inom tal med vad som med tiden blev ett omfattande system för utvärdering av framföranden. Med tiden har man blivit den största sådana institutionen i sitt slag i Storbritannien.
År 1904 slogs skolan samman med två andra musikinstitut, London Music School (grundad 1865) och Forest Gate School of Music (grundad 1885), under namnet Metropolitan Academy of Music. Med tiden kom även Hampstead Academy att inkorporeras. Akademin fick sitt nuvarande namn 1935, under Wilfrid Foulis ledarskap. År 1939 flyttades verksamheten från London med anledning av andra världskriget; efter återöppningen 1945 hade musikundervisningen lagts ned.
LAMDA finansierades från 2004 som medlem av Conservatoire for Dance and Drama genom den statliga organisationen Office for Students men blev istället 2019 en oberoende institution som nu finansieras direkt från Office for Students och från Research England.

## Kända alumner

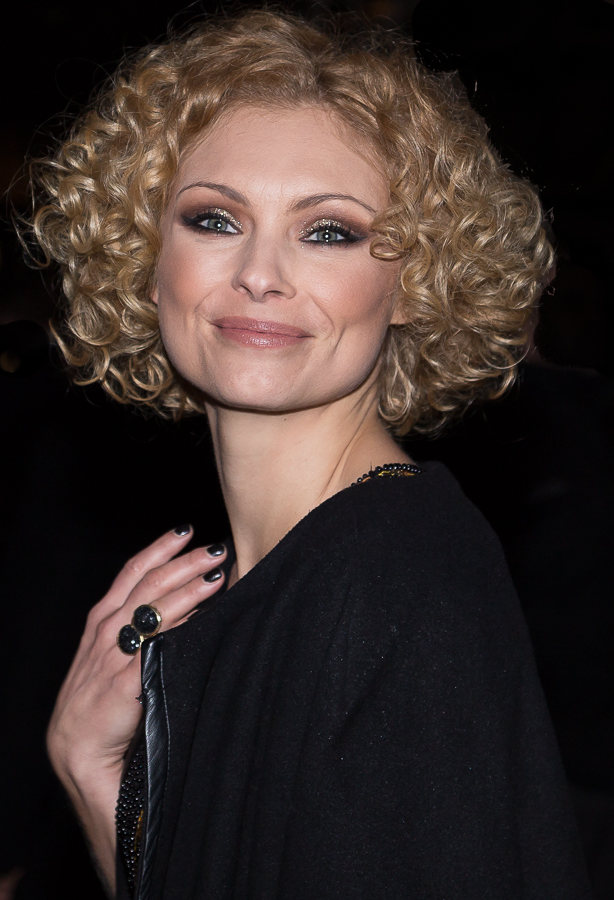
MyAnna Buring
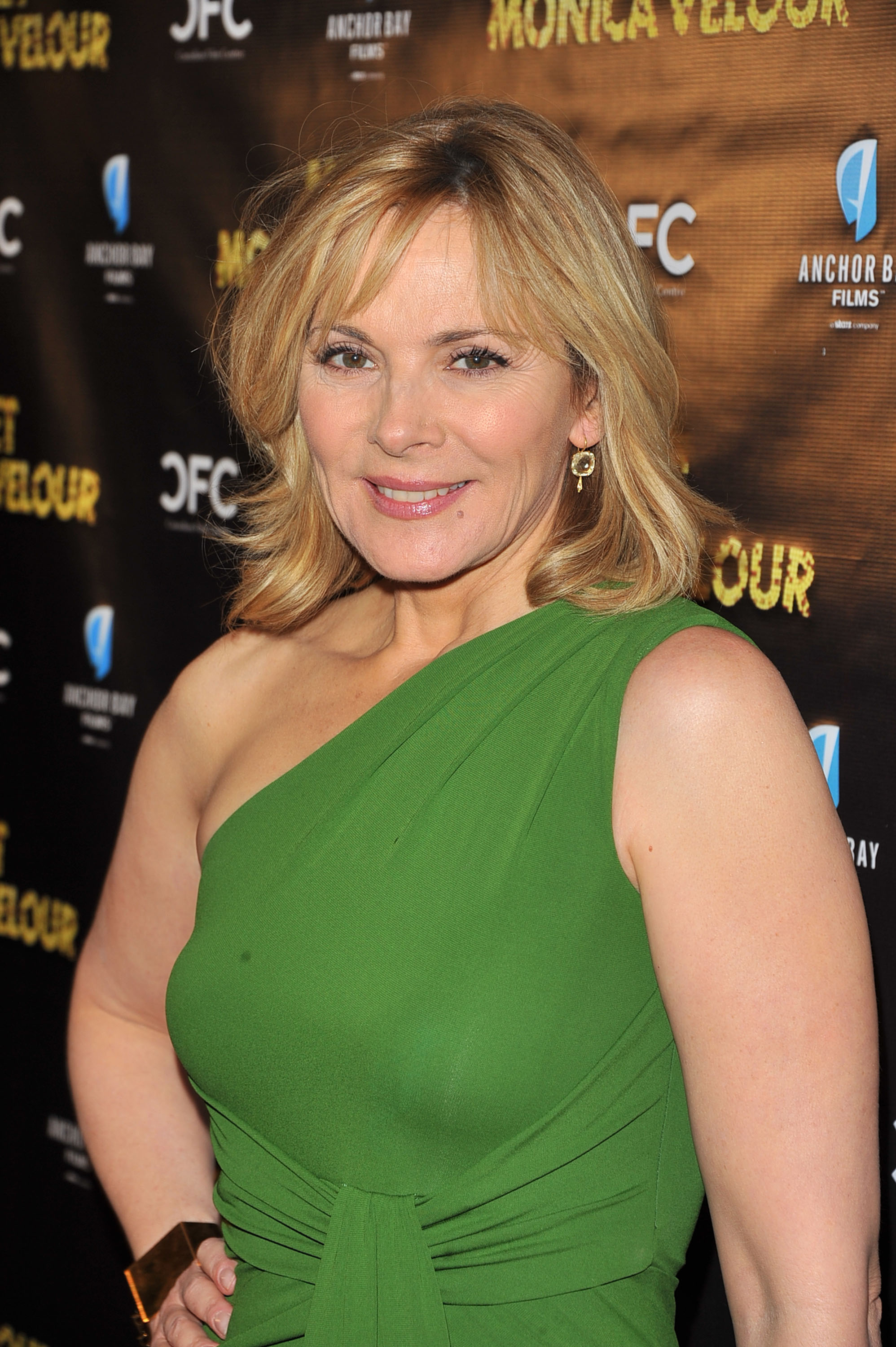
Kim Cattrall
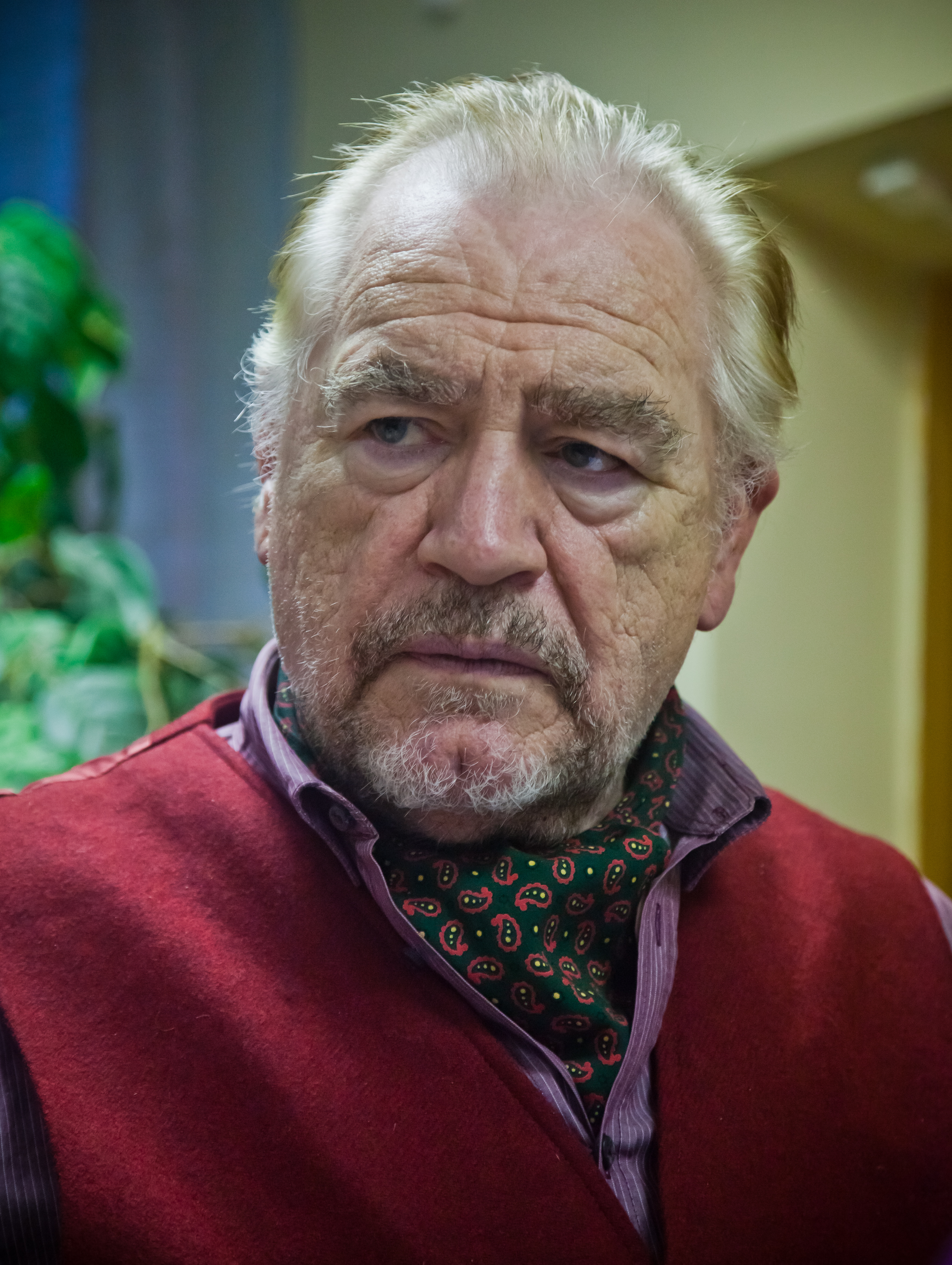
Brian Cox
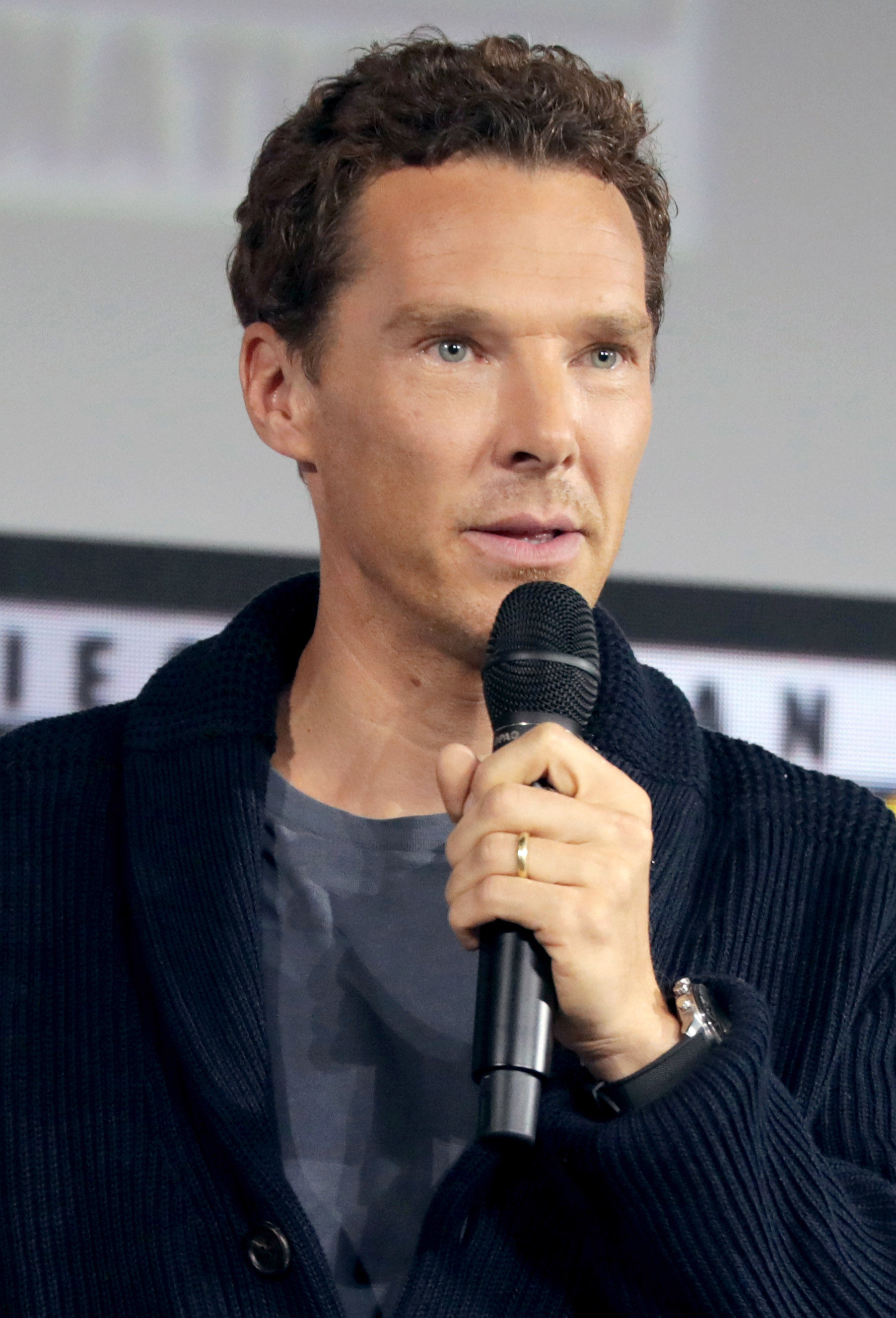
Benedict Cumberbatch, styrelseordförande
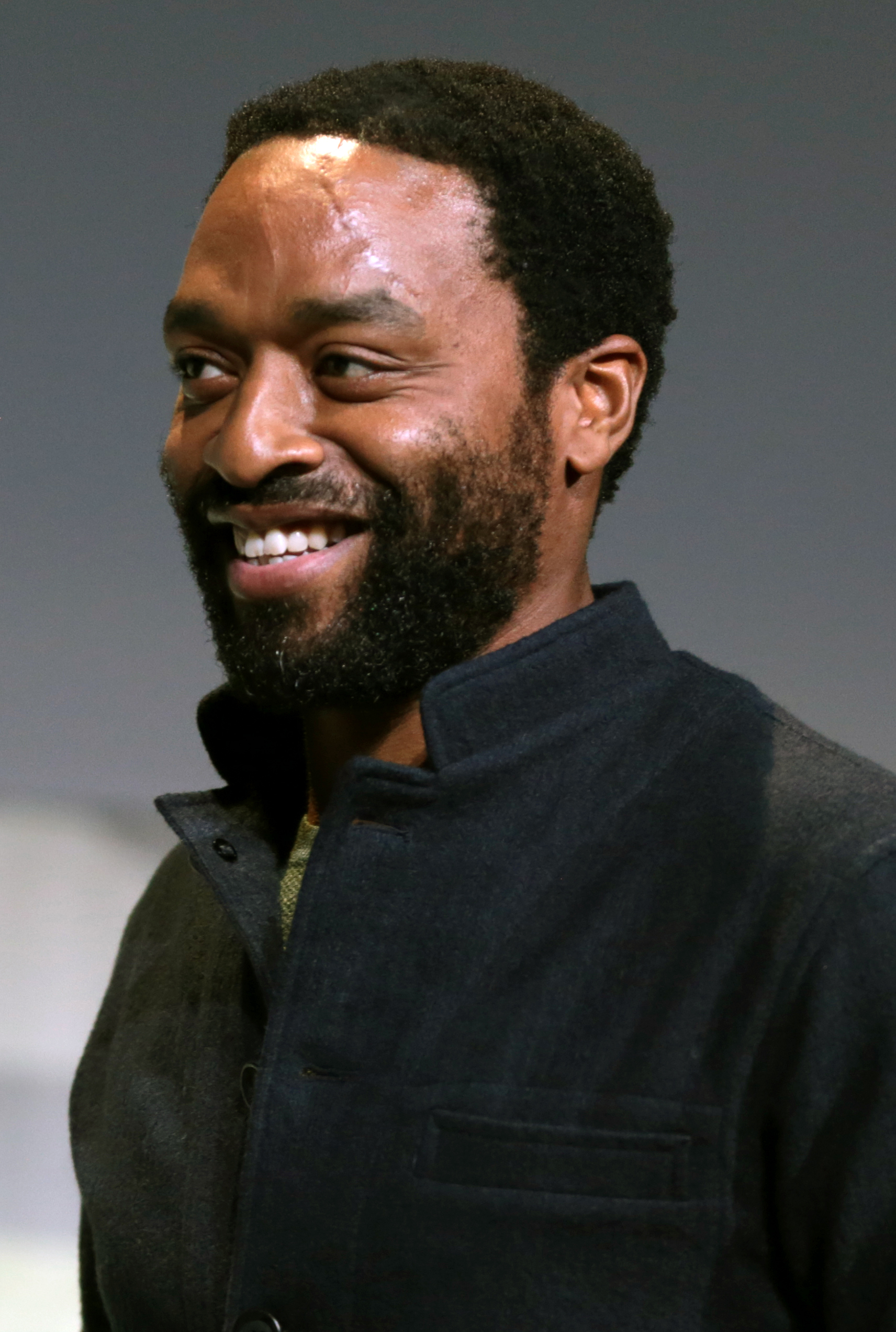
Chiwetel Ejiofor
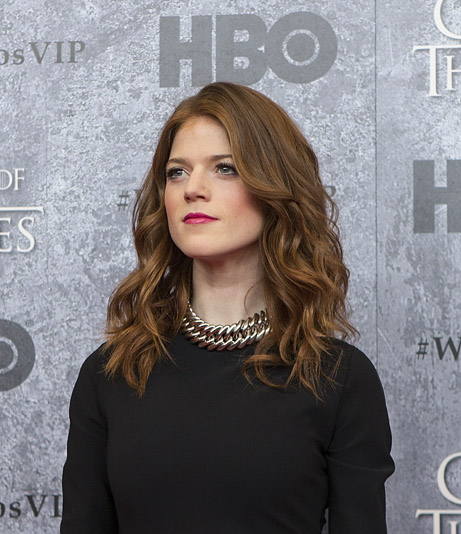
Rose Leslie
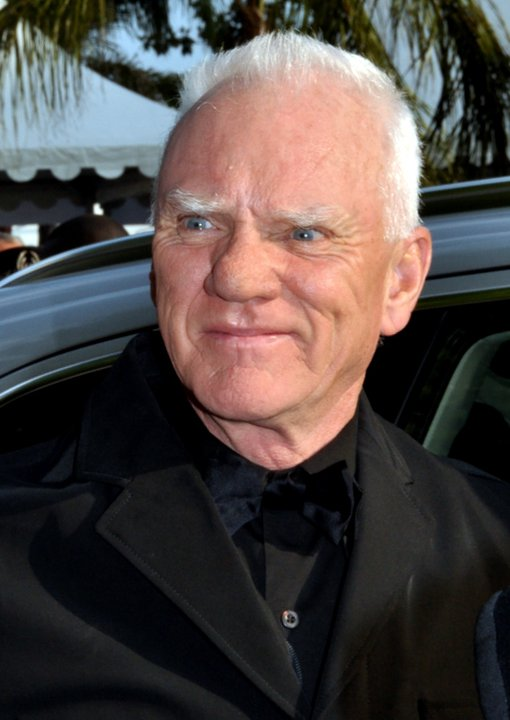
Malcolm McDowell
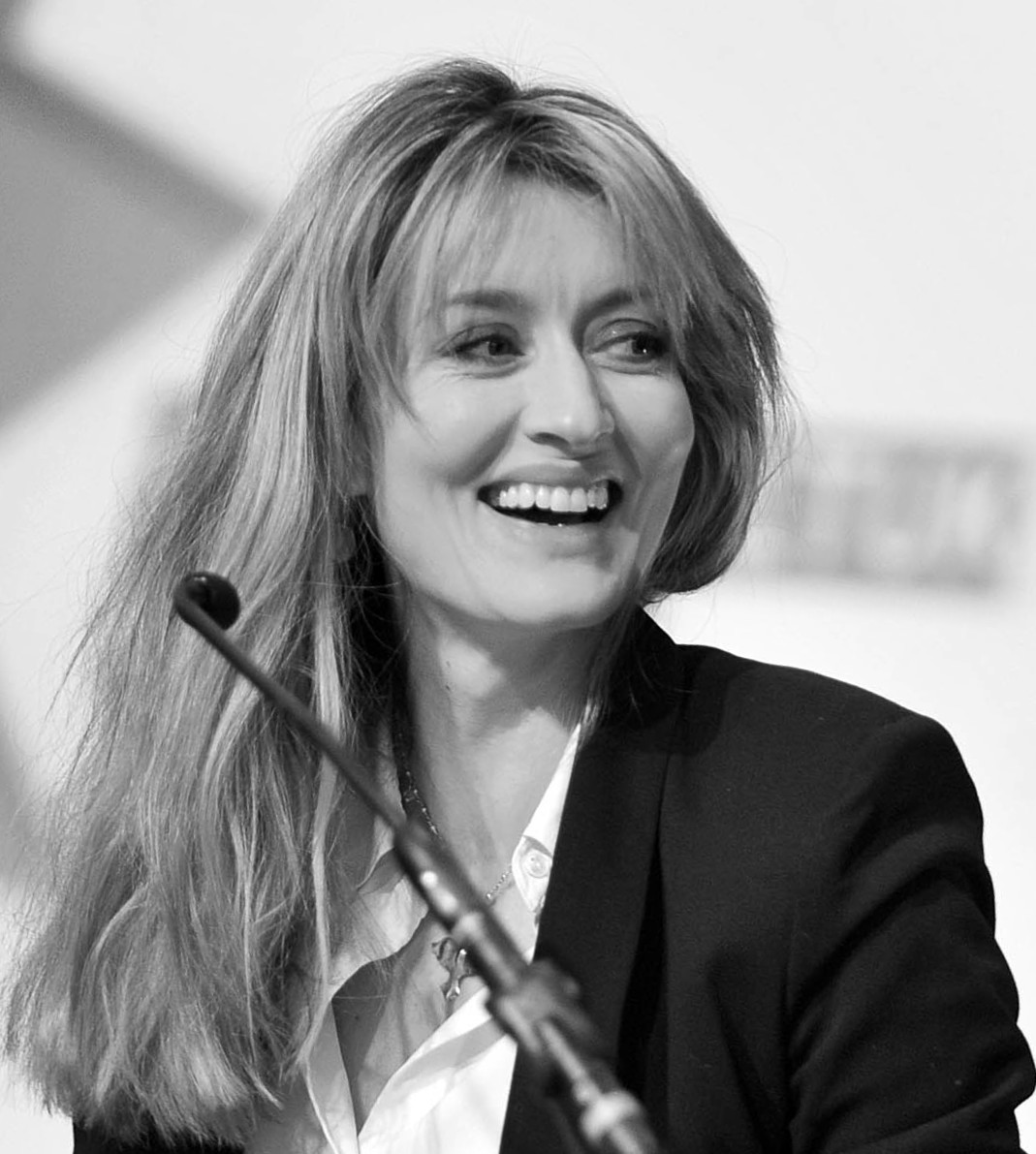
Natascha McElhone
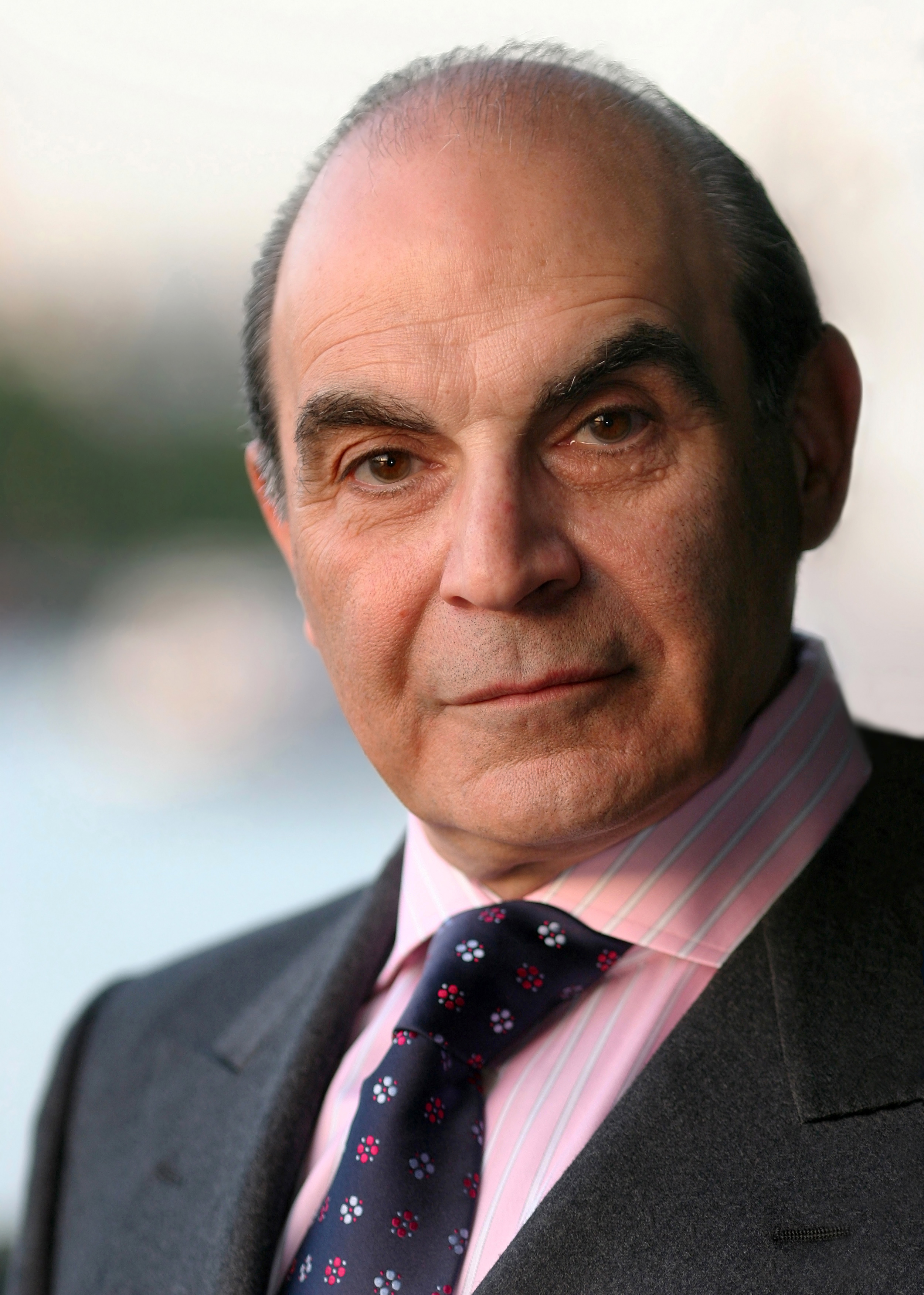
David Suchet
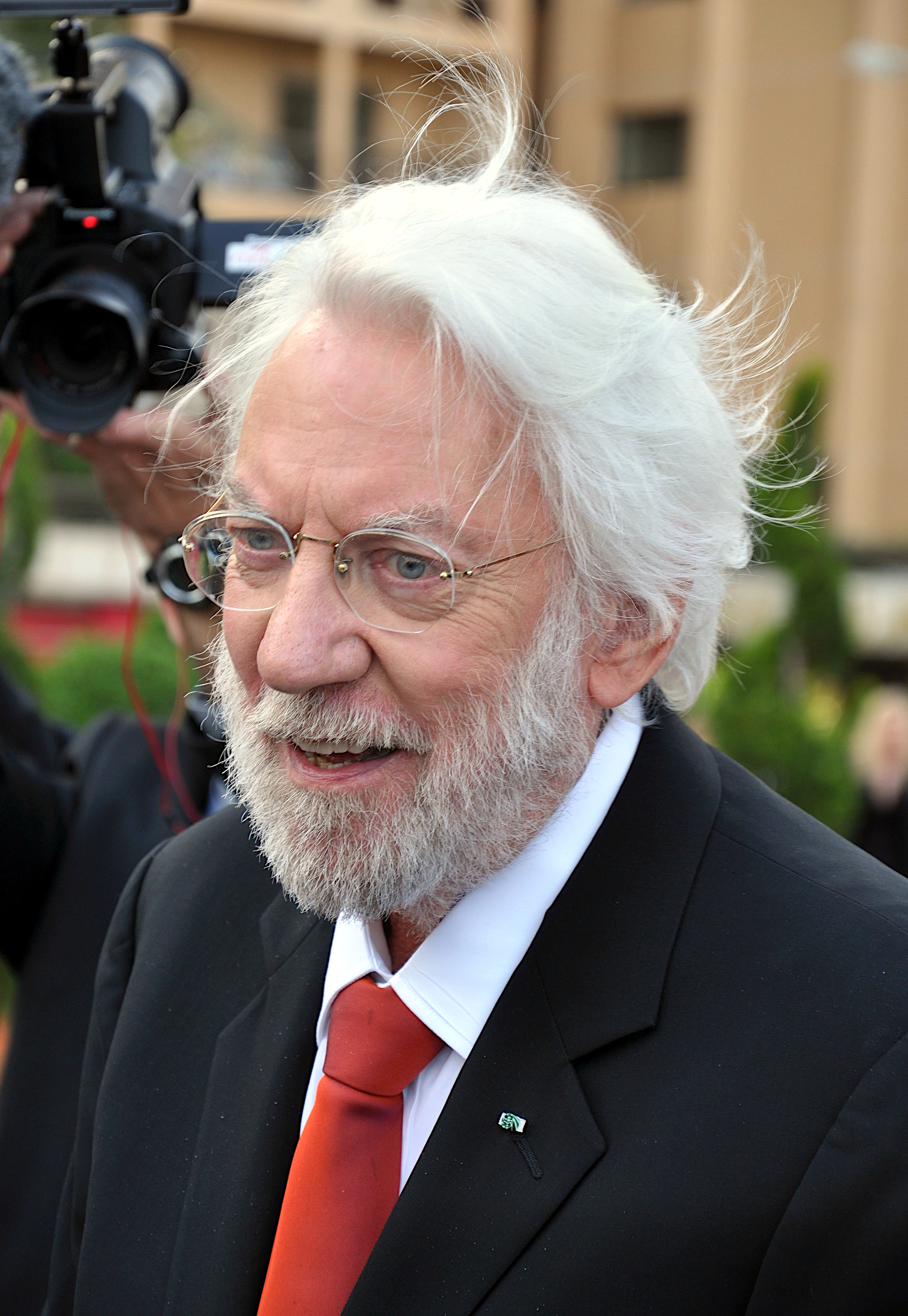
Donald Sutherland
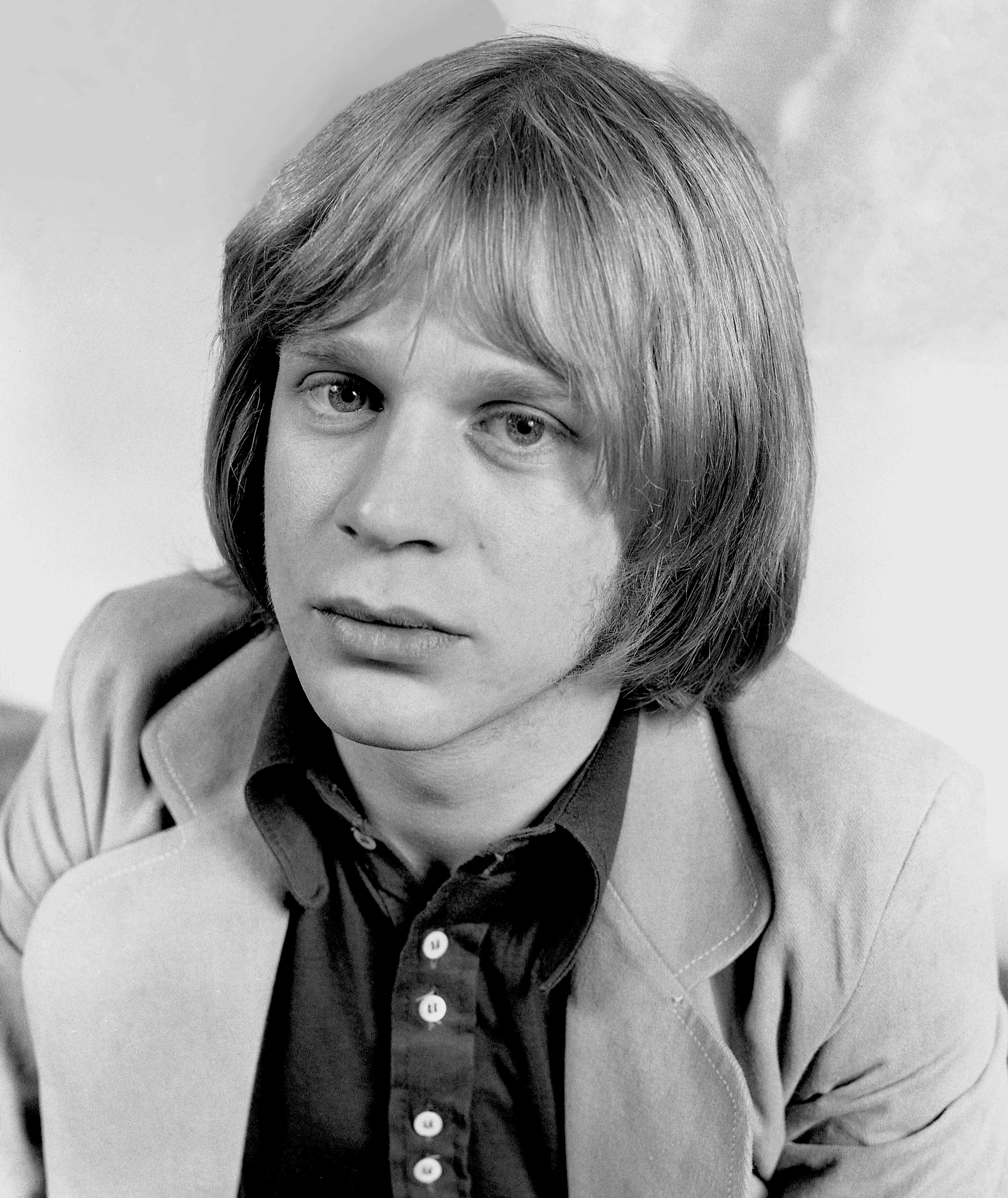
Leon Vitali

| - Richard Armitage - Colin Baker - Haluk Bilginer - Jim Broadbent - MyAnna Buring - Kim Cattrall - Sam Claflin - Dominic Cooper - Brian Cox - Benedict Cumberbatch - Alexis Denisof - Diana Dors - Chiwetel Ejiofor - Jason Flemyng - Tony Goldwyn | - Ginnifer Goodwin - Richard Harris - Anthony Head - Edward Herrmann - Lee Ingleby - Željko Ivanek - Jeffrey Jones - Stacy Keach - Rory Kinnear - Rose Leslie - John Lithgow - Meaghan Martin - Malcolm McDowell - Natascha McElhone - Stephen Moyer | - David Oyelowo - Joseph Quinn - Jemma Redgrave - Iwan Rheon - Alexander Siddig - Roshan Seth - Daniel Sharman - David Suchet - Donald Sutherland - Leon Vitali - Ruth Wilson |